# هال أبيلسون
هال أبيلسون (بالإنجليزية: Hal Abelson) هو مهندس ورياضياتي وعالم حاسوب أمريكي، ولد في 29 أبريل 1947.